# Werner Salomon

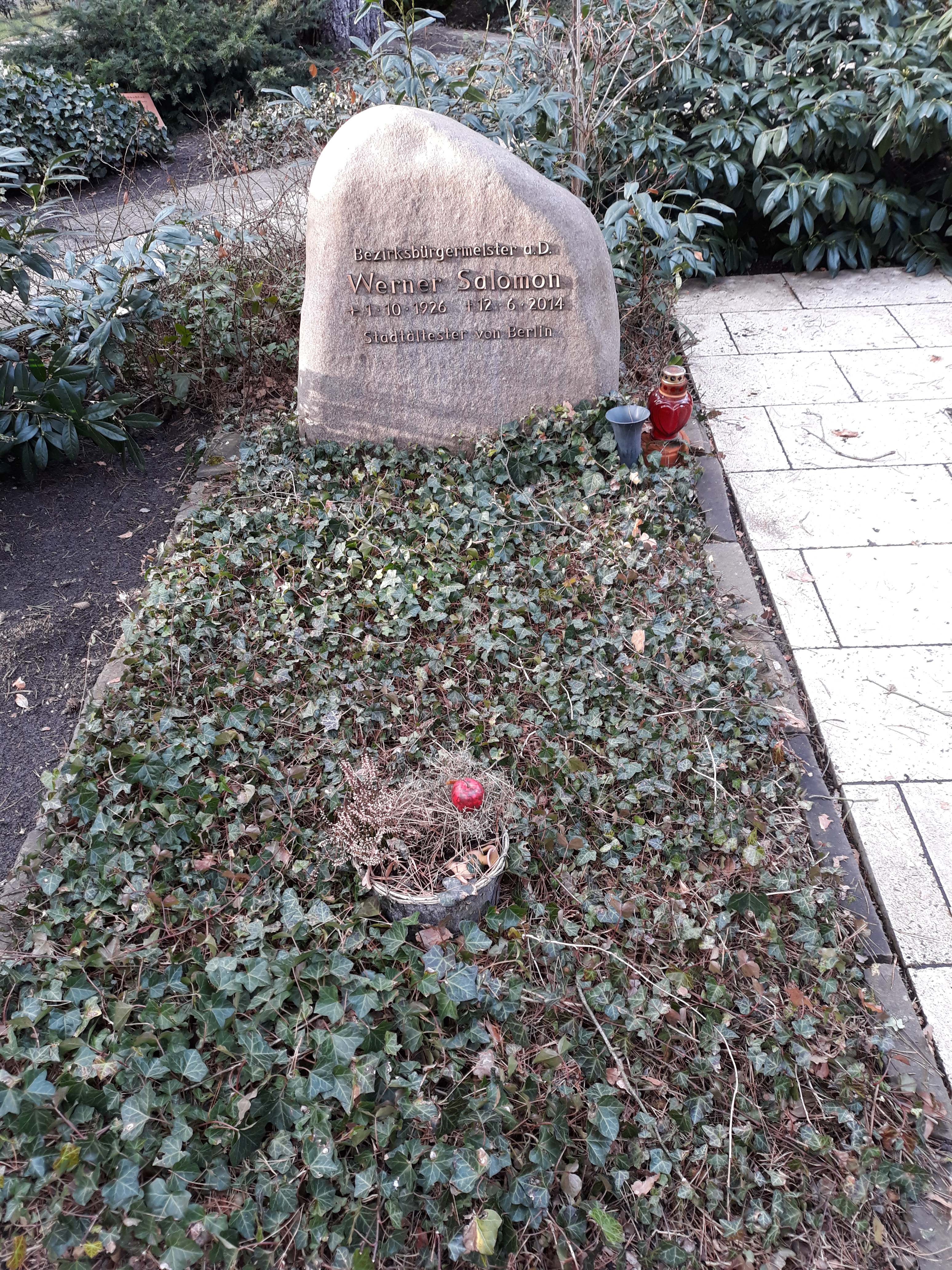
Das Grab von Werner Salomon auf dem Friedhof In den Kisseln in Berlin.

Werner Salomon OBE (* 1. Oktober 1926 in Berlin; † 12. Juni 2014) war ein deutscher Politiker (SPD).

## Leben und Wirken
Salomon wurde als Sohn eines Buchhalters in Berlin-Charlottenburg geboren. Er war ab 1937 und während des Zweiten Weltkriegs Schüler des Freiherr-vom-Stein-Gymnasiums in Berlin-Spandau. Das Ende des Zweiten Weltkriegs erlebte Salomon als Soldat in Ostfriesland.
1960 wurde Werner Salomon SPD-Mitglied und 1971 wurde er in das Abgeordnetenhaus von Berlin gewählt, dem er bis 1974 angehörte. 1973 wurde er Arbeitsdirektor der Berliner GASAG und 1979 zum Bezirksbürgermeister in Spandau gewählt. Das Amt als Bezirksbürgermeister hatte Salomon bis 1992 inne.
Noch vor dem Fall der Berliner Mauer initiierte er eine Städtepartnerschaft zwischen Spandau und Nauen. Dafür wurde er später mit der Ehrenbürgerwürde Nauens geehrt.
Nach seinem Ruhestand übernahm er noch weitere ehrenamtliche Tätigkeiten, darunter beim Arbeiter-Samariter-Bund und im Vorstand der Arbeiterwohlfahrt.
Salomons Grab befindet sich im Bürgermeisterfeld des Friedhofs In den Kisseln.

## Ehrungen

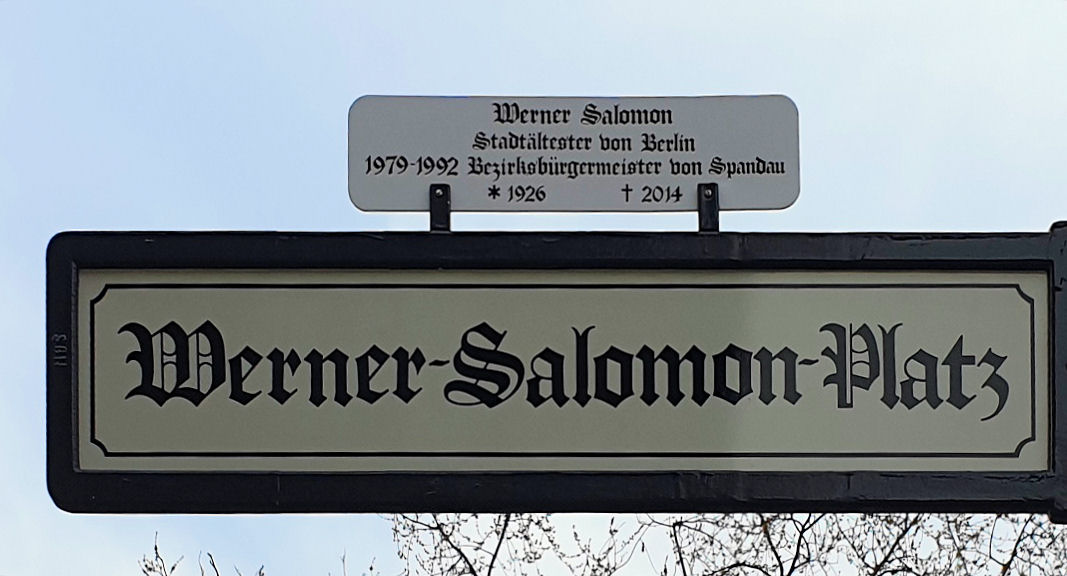
Werner-Salomon-Platz, in Berlin-Spandau

- 1985: Verdienstkreuz 1. Klasse der Bundesrepublik Deutschland
- Salomon erhielt 1993 die Ehrenbezeichnung Stadtältester von Berlin.
- Ehrenbürger von Nauen[3]
- Officer des Order of the British Empire[3]
- Goldene Ehrennadel des Arbeiter-Samariter-Bundes[3]
- Am 22. Februar 2024 wurde  der Platz vor dem Rathaus Spandau nach ihm benannt.